# Aloísio de Castro
Aloysio de Castro (Rio de Janeiro, 14 de junho de 1881 — Rio de Janeiro, 7 de outubro de 1959) foi um médico neurologista e poeta brasileiro.
Filho de Francisco de Castro e de Maria Joana Monteiro Pereira de Castro. Formou-se pela Faculdade de Medicina do Rio de Janeiro em 1903, defendendo a tese "Das desordens da marcha e seu valor clínico". Foi diretor do Instituto Sanitário Federal (1894-1897), professor de clínica propedêutica (1891) e diretor (1901) da Faculdade de Medicina do Rio de Janeiro. Membro da Academia Nacional de Medicina e presidente da Academia Brasileira de Letras. Como poeta publicou As Sete dores e as sete alegrias da Virgem, em 1929 (in: Dicionário Enciclopédico Koogan - Larrousse.

"Ao meio-dia, na casa do Prof. Castro, legítimo macaco, mas companhia interessante", escreveu Einstein ao se referir ao professor Aloísio de Castro, na época diretor da Faculdade de Medicina do Rio de Janeiro.

## Academia Brasileira de Letras
Foi o terceiro ocupante da cadeira 5 da Academia Brasileira de Letras, eleito em 14 de novembro de 1917, na sucessão de Osvaldo Cruz, e recebido em 15 de abril de 1919 por Afrânio Peixoto.